# Chalmers tekniska högskola
Chalmers tekniska högskola (fork. CTH, eng.: Chalmers University of Technology) er et teknisk universitet beliggende i Göteborg, Sverige. Universitetet har ca. 8.400 studerende og 2.500 ansatte. Universitetet fokuserer på forskning og uddannelse indenfor teknologi, naturvidenskab og arkitektur.
Universitetet blev grundlagt i 1829 som Chalmerska Slöjde Skolan af William Chalmers, der var direktør for Svenska Ostindiska Companiet. Tanken var, at børn fra fattige familier skulle have mulighed for at få en solid uddannelse. Han donerede noget af sin formue til etableringen af institutionen, der frem til 1937 var i privat eje. Staten overtog Chalmers og drev den frem til 1994, hvor den blev overtaget af en stiftelse. Chalmers tekniska högskola har flere gange været placeret blandt Europas bedste universiteter.
Chalmers har to campusser i byen; Johanneberg og Lindholmen. I alt har universitetet 17 fakulteter.